# Canzano
Canzano – miejscowość i gmina we Włoszech, w regionie Abruzja, w prowincji Teramo.
Według danych na rok 2004 gminę zamieszkiwało 1809 osób, 113,1 os./km².